# La Nouvelle Romance
La Nouvelle Romance est le premier roman et le 2e livre d'Henri Lopes paru en 1976 aux éditions Clé à Yaoundé.

## Résumé
N'Kamba dit « Delarumba », champion de football local, et Wali, son épouse sont un  couple africain. Alors que l'homme dispose d'une grande liberté, sa femme se montre plutôt effacée et soumise. Le livre décrit comment elle va mener la lutte afin de parvenir à accéder à son émancipation,,,.

## Analyse
Dans ce premier roman, comme dans les suivants, Henri Lopes met en exergue l'évolution de la femme africaine vers son indépendance ainsi que ses conséquences en termes d'influence sur la société de son pays.